# Lista de instrucciones
El lenguaje de lista de instrucciones, del inglés Instruction List (IL) es uno de los cinco lenguajes especificados por el estándar IEC 61131-3, diseñado para controladores de lógica programable (PLCs). Es un lenguaje de bajo nivel y se asemeja bastante al lenguaje ensamblador. Las variables y las llamadas a funciones están definidas por elementos comunes del estándar IEC 61131-3, entonces varios lenguajes pueden ser usados en el mismo programa.
El control de programa se logra con «saltos» y llamadas a funciones (subrutinas con parámetros opcionales).
El formato de archivo se estandarizó a XML por PLCopen.

## Ejemplo
```
         LD     Speed
         GT     2000
         JMPCN  VOLTS_OK
         LD     Volts
VOLTS_OK LD     1
         ST     %Q75
```